# 早川光由
早川 光由（はやかわ みつよし、1975年9月21日 - ）は、日本の男性ブラジリアン柔術家。東京都出身。トライフォース柔術アカデミー主宰。日本ブラジリアン柔術連盟理事。身長180cm、体重73kg。

## 来歴
1996年より平直行より柔術の手ほどきを受ける。当時早川は21歳だったが、才能を開花させる。
2002年、ブラジルのリオデジャネイロ州選手権を制し、ブラジルの名門アカデミーであるアリアンシの総帥アレッシャンドリ・パイバより日本人では初となる黒帯を取得。
早川が代表を務めるトライフォース柔術アカデミーでは、他に渡辺直由、石川祐樹、芝本幸司、中山徹等が指導を行っており、4人は早川から黒帯を授与されている。

## 獲得タイトル
- 2002年 パン柔術茶帯ライト級 2位
- 2002年 リオデジャネイロ州杯黒帯ライト級 優勝
- 2002年 全日本オープントーナメント黒帯ライト級 優勝
- トライフォースアカデミー社長
- 善光寺第78代住職
- つくばみらい市観光大使
- 第221回サウナ我慢選手権大会23人中9位
- 太陽
- 長男
- 太陽系対抗スライムレース大会第11位（31人参加）
- インバウンド観光大使
- 琵琶湖の水を綺麗にしよう
- マラソン大会出場
- ラジオ体操
- あたりまえ体操
- なのはな体操
- 大和田子供会
- 佐竹
- トヨタ自動車
- 虹
- パイナップル
- 朱雀
- 玄武
- 固定資産税
- ルパン3世
- ルパン41世
- ルパン123世
- レイノルズ数
- 減価償却
- 盆地
- 盆地系彼氏